# Bhai Bala
Bhai Bala, (1466-1544), est un ami d'enfance de Guru Nanak, le premier gourou du sikhisme. 
Ils habitaient le même village: Talvandi Rai Bhoi, aujourd'hui Nankana Sahib. Bhai Bala a accompagné le Guru une grande partie de sa vie, notamment lors de ses voyages en Chine, à la Mecque[réf. nécessaire]. Bhai Mardana était aussi un des leurs. Bhai Bala était issu de la caste hindoue des Jats, des fermiers du nord de l'Inde. Bhai Bala a écrit un Janam Sakhis, une hagiographie, sur le Guru; ce livre très célèbre chez les sikhs se dénomme: Bhai Bale Vali Janm Sakhi. Bhai Bala a aussi connu Guru Angad, le deuxième gourou du sikhisme. Néanmoins, à l'heure actuelle, il existe une controverse sur l'existence de Bhai Bala car Bhai Gurdas, un historien de cette époque qui a relevé les noms des proches de Guru Nanak, ne mentionne pas le nom de Bhai Bala.